# Siedliszcze (Ukraina)
Siedliszcze (ukr. Седлище) – wieś w rejonie kowelskim obwodu wołyńskiego, założona w 1570 r. W II Rzeczypospolitej miejscowość była siedzibą gminy wiejskiej Siedliszcze w powiecie kowelskim województwa wołyńskiego. Wieś liczy 705 mieszkańców.
Do 2020 w rejonie starowyżewskim.